# Thư viện Bảo tàng Kiến trúc và Di sản (Pháp)
Thư viện Bảo tàng Kiến trúc và Di sản (Bibliothèque de la Cité de l'architecture et du patrimoine) là một thư viện chuyên về lĩnh vực kiến trúc hiện đại và kiến trúc đương đại nằm trong dãy nhà "Paris" của Cung điện Chaillot, quận 16, Paris. Cả thư viện và Bảo tàng Kiến trúc và Di sản (Cité de l'architecture et du patrimoine) đều được mở cửa cho công chúng vào 17 tháng 9 năm 2007.